# Район Ямашіна
Райо́н Ямаші́на (яп. 山科区, やましなく, МФА: [jamaɕina ku]) — район міста Кіото префектури Кіото в Японії.  Площа становить 28,78 км². Станом на 1 жовтня 2017 року населення складало 134 706  осіб, густота населення — 4680 осіб/км².

## Назва
Назва походить від місцевості Ямашіна, розташованої на схід віл середньовічного Кіото.

## Історія
- 1 квітня 1889 — утворено село Ямашіна повіту Удзі.
- 16 жовтня 1926 — утворено містечко Ямашіна шляхом підвищення статусу села Ямашіна.
- 1 квітня 1931 — приєднано містечко Ямашіна до району Хіґашіяма міста Кіото.
- 1 жовтня 1976 — виокремлено район Ямашіна зі складу району Хіґашіяма.

## Пам'ятки і установи
- Гробниця Імператора Тенті
- Храм Бісямона